# Méthode de rejet
La méthode du rejet est une méthode utilisée dans le domaine des probabilités.

## But
La méthode de rejet est utilisée pour engendrer indirectement une variable aléatoire {\displaystyle X}, de densité de probabilité {\displaystyle f,} lorsqu'on ne sait pas simuler directement la loi de densité de probabilité {\displaystyle f} (c'est le cas par exemple si {\displaystyle f} n'est pas une densité classique, mais aussi pour la loi de Gauss[réf. nécessaire]). 
Soit {\displaystyle (Y,U)} un couple de variables aléatoires indépendantes tirées selon une loi uniforme, i.e. {\displaystyle (Y,U)} est un point tiré uniformément dans le carré unité. On peut alors montrer que la distribution de {\displaystyle X} est la loi conditionnelle de {\displaystyle Y}  sachant l'événement 
Autrement dit,
Pour simuler une suite de variables aléatoires réelles {\displaystyle \left(X_{n}\right)_{n\geq 1}} de distribution identique à celle de {\displaystyle X,} il suffit donc, dans une suite de tirages de couples {\displaystyle (Y_{i},U_{i})} uniformes indépendants, de sélectionner les  {\displaystyle Y_{i}} correspondant aux  tirages {\displaystyle (Y_{i},U_{i})} vérifiant  {\displaystyle M,} et de rejeter les autres.

## Algorithme

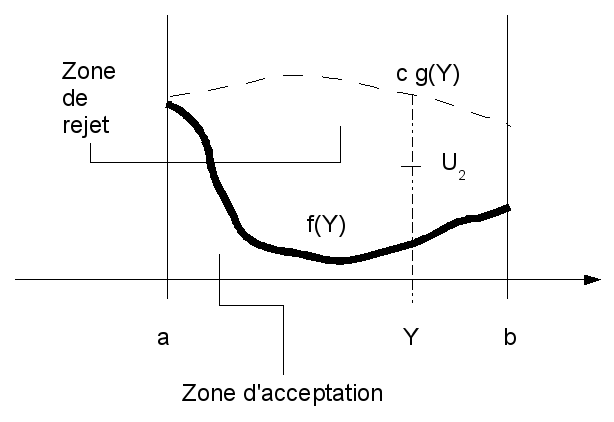
La méthode de rejet

On voudrait simuler une variable aléatoire réelle {\displaystyle X} de densité de probabilité {\displaystyle f}. On suppose 
- qu'il existe une autre densité  de probabilité {\displaystyle g} telle que le ratio {\displaystyle {\frac {f}{g}}} soit borné, disons par {\displaystyle c} (i.e. {\displaystyle f\leq cg}),
- qu'on sache simuler {\displaystyle Y} de densité {\displaystyle g.}

La version basique de la méthode de rejet prend la forme suivante:
1. Boucler:
  - Tirer {\displaystyle Y} de densité {\displaystyle g;}
  - Tirer {\displaystyle U} selon la loi uniforme U(0;1), indépendamment de {\displaystyle Y;}
2. Tant que {\displaystyle U>{\tfrac {f(Y)}{c\,g(Y)}},} reprendre en 1;
3. Accepter {\displaystyle Y}  comme un tirage aléatoire de densité  de probabilité {\displaystyle f.}

On remarque que l'algorithme comporte une boucle dont la condition porte sur des variables aléatoires. Le nombre d'itérations, notons-le {\displaystyle N,} est donc lui-même aléatoire. On peut montrer que {\displaystyle N} suit la loi géométrique  de paramètre {\displaystyle {\frac {1}{c}},} c'est-à-dire
En effet,
est la probabilité, lors d'une itération, de terminer la boucle, et, par conséquent, d'accepter Y.  Par suite, l'espérance de {\displaystyle N}(c.-à-d. le nombre moyen d'itérations à effectuer avant d'obtenir une réalisation de la densité f ) vaut {\displaystyle c}.
On a donc tout intérêt à choisir c le plus petit possible. En pratique, une fois la fonction g choisie, le meilleur choix de c est donc la plus petite constante qui majore le ratio f/g, c'est-à-dire:
Notons que, soit c est supérieur strict à 1, soit f=g, la deuxième solution étant assez théorique : en effet, comme {\displaystyle cg-f\geq 0,}
On a donc intérêt à choisir c le plus proche de 1 possible, pour que le nombre d'itérations moyen soit proche de 1 lui aussi. Bref, le choix de l'enveloppe g est primordial:
- le tirage de la loi g doit être facile ;
- l'évaluation de f(x)/g(x) doit être aisée ;
- la constante c doit être la plus petite possible ;
- la fonction cg doit majorer la densité f.

Les deux derniers points conduisent à rechercher une fonction  g dont le graphe "épouse" étroitement celui de  f.

## Généralisations
Le fait que {\displaystyle f(x)\leq cg(x)} peut être écrit comme {\displaystyle f(x)=cg(x)h(x)} où h est une fonction à valeurs dans [0;1]. On remplace l'étape 2 de l'algorithme initial par la condition:
Une autre généralisation peut être considérée lorsque l'évaluation du ratio f/g est délicate. On cherche alors à encadrer la fonction f par deux fonctions facilement évaluables:
tout en supposant qu'il existe une densité g telle que {\displaystyle f(x)\leq cg(x)}. Aucune autre hypothèse n'est nécessaire; en particulier, il ne faut pas imposer que {\displaystyle h_{2}(x)\leq cg(x)}. L'algorithme prend alors la forme suivante:
1. Suite := vrai
2. Tant que Suite
  - tirer Y selon g;
  - tirer U selon la loi uniforme U(0;1), indépendamment de Y;
  - Z := U c g(Y);
  - Suite := SI({\displaystyle Z\leq h_{1}(Y)}, vrai, faux );
  - Si Suite alors
    - Si {\displaystyle Z\leq h_{2}(Y)} alors Suite:= SI({\displaystyle Z\leq f(Y)},vrai,faux) fin si

  - Fin si
3. fin tant que
4. retourne Y comme un tirage de f.

Dans cet algorithme, les fonctions h permettent de ne recourir à une comparaison à f (et donc à son évaluation) que très rarement.